# 前革站
前革站位于辽宁省大连市甘井子区，是大连地铁2号线的一个车站，于2022年9月30日随2号线二期工程北段开通投入使用。

## 位置
前革站位于甘井子区张前路，车站主体结构位于张前路东侧，共设2个出入口。

## 结构
前革站为岛式站台地下站，B1层为站厅层，B2层为站台层，设有一组岛式站台。
| B1 | 站厅层             | 乘客服务中心、站厅、自动售票机      |
| B2 | 轨道               | ← █ 2号线列车往中革（大连北站方向） |
| B2 | 岛式站台，开左边门 |                                     |
| B2 | 轨道               | █ 2号线列车往辛寨子（海之韵方向）→  |

## 出入口
前革站共设有2个出入口，均位于张前路东侧，C出入口外设置无障碍电梯。
| 出口编号 | 出口指示 | 建议前往的目的地                             |
| -------- | -------- | -------------------------------------------- |
| 出口 · C |          | 张前路、大医一院张前路院区                   |
| 出口 · D |          | 新水泥路、捷通快速公交客运有限公司、前革新居 |

## 附近公交线路
- - 510、511、1106、1117、1201、1203路公交车。

- - 510、511、1106、1117、1201、1203路公交车。